# Badische X c (alt)
Die Fahrzeuge der Gattung Xc, ab 1868 VI alt waren Personenzuglokomotiven der Großherzoglich Badischen Staatseisenbahnen.
Sie waren für die steigungsreichen Strecken im Odenwald und im Schwarzwald vorgesehen. Die Lokomotiven fielen deshalb entsprechend leistungsfähig aus. Ein Zug mit 170 t konnte bei einer Steigung mit 12,5 Promille mit 22 km/h gezogen werden. Traurige Berühmtheit erreichte die Lok KNIEBIS, die beim Unglück von Hugstetten 1882 beteiligt war. Ein vermuteter Zusammenhang zwischen der Bauart der Lok und dem Unglück ergab sich nicht. Durch die danach auf 50 km/h festgesetzte Höchstgeschwindigkeit war ein Einsatz im planmäßigen Personenzugdienst nicht möglich. Deshalb wurden die Loks ausschließlich für Güterzüge und Rangierfahrten genutzt. Bereits 1894 begann man mit der Ausmusterung, die 1907 fast komplett abgeschlossen war.
Die Lokomotiven verfügten über einen innenliegenden Vollblechrahmen und ein außenliegendes Zweizylinder-Nassdampftriebwerk. Es zeigte sich, dass bei den ersten Loks die Rostfläche im Verhältnis zum Kolbenhub relativ klein war. Sie wurde deshalb ab dem Baujahr 1868/69 vergrößert. Viele technische Neuerungen wurde an diesen Lokomotiven erprobt. So hatte die Lok Nr. 228 statt der Schraubenbremse eine Rückdruckbremse Bauart Lechatelier. Während die Fahrzeuge der Baujahre 1864 bis 1886 nur über einen relativ einfachen Windschutz verfügten, besaß die letzte Lieferserie ein voll ausgebildetes Führerhaus mit Vorderwand und Seitenwänden mit Fenstern.